# Al Porcino
Al Porcino (New York, 14 mei 1925 – München, 31 december 2013) was een Amerikaanse jazztrompettist en orkestleider.

## Biografie
Porcino werkte sinds midden jaren 1940 met muzikanten als Louis Prima, Tommy Dorsey, Jerry Wald, Georgie Auld, Gene Krupa (1946–1947), Chubby Jackson en Stan Kenton (1947/1948 en 1954/1955). Drie keer (1946, 1949–1950 en 1954) behoorde hij tot de bands van Woody Herman. Tijdens de jaren 1950 werkte hij bovendien met Pete Rugolo, Count Basie, Elliot Lawrence en Charlie Barnet.
In 1957 ging hij naar Los Angeles, waar hij voornamelijk werkte als studiomuzikant voor o.a. Frank Sinatra. Daarnaast behoorde hij tot de Terry Gibbs Dream Band (1959/1962). In 1968 trad hij op met Buddy Rich en in 1969/1970 behoorde hij tot het Thad Jones/Mel Lewis Orchestra. Sinds midden jaren 1970 leidde hij ook eigen bands. Hij trad regelmatig op met zijn bigband in de Jazzclub Unterfahrt.

## Privéleven en overlijden
Sinds 1977 woonde hij in München. Al Porcino overleed in december 2013 op 88-jarige leeftijd.

## Discografie
- 1986: In Oblivion met Tom Boras, Al Cohn, Larry Farrell, Don Hahn, Tardo Hammer, Gary Klein, Gerry Lafurn, Mel Lewis, Mike Migliore, John Mosca, Dick Oatts, Richard Perry, Joe Randazzo, Roger Rhodes
- 2005: Live!

- Bibliothèque nationale de France: cb138986112 (data)
- Gemeinsame Normdatei: 134487370
- International Standard Name Identifier: 0000 0000 5514 2779
- Library of Congress Control Number: n91049764
- MusicBrainz: 19685aed-a4f9-4067-938e-523e917d6cc5
- SNAC: w6g58h3g
- Système universitaire de documentation: 161706533
- Virtual International Authority File: 44486180
- WorldCat: E39PBJdRBJpdfxB7B37RYDdRKd